# キノ・ベテランズ・メモリアル・スタジアム
キノ・ベテランズ・メモリアル・スタジアム（Kino Veterans Memorial Stadium）は、アメリカのアリゾナ州ツーソンにある野球場。アリゾナ・ダイヤモンドバックス傘下AAAツーソン・サイドワインダーズの本拠地である。かつては、地元の有力企業ツーソン・エレクトリック・パワー社の名にちなんでツーソン・エレクトリック・パークとして名付けられた。1998年に開場し、11,500人の観客を収容する。
スプリング・トレーニングの誘致も行っており、シカゴ・ホワイトソックスとアリゾナ・ダイヤモンドバックスが当球場で毎年3月に「カクタス・リーグ」と呼ばれるオープン戦を行っている。